# 1064
Cette page concerne l'année 1064  du calendrier julien.
L'année 1064 est une année bissextile qui commence un jeudi.

## Événements
- 16 août (ou le 6 juin) : prise d'Ani[1]. Les Turcs seldjoukides sous les ordres de Alp Arslan font la conquête de l'Arménie et rasent la capitale Ani, dont la population est massacrée. Les Arméniens se dispersent. Seul le royaume arménien de Lorri reste indépendant pendant plus d’un siècle.
- Automne : départ d'un pèlerinage en Terre sainte conduit par l’évêque allemand Günter de Bamberg, l’archevêque de Mayence Siegfried, les évêques Othon de Ratisbonne et Guillaume d’Utrecht. Des milliers de personnes suivent l’expédition armée (fin en 1065)[2].
- Première incursion des Seldjoukides en Géorgie. Ils occupent Akhalkalaki et ravagent le pays, puis se retirent sans  conclure de paix[3].

### Europe
- 20 janvier : accord conclu à Győr entre les fils de Béla Ier de Hongrie et Salomon Ier. Ladislas, Géza et Lampert reconnaissaient la suzeraineté de Salomon, et reçoivent l'ancien duché de leur père, soit le tiers de la Hongrie[4].

- Printemps : 

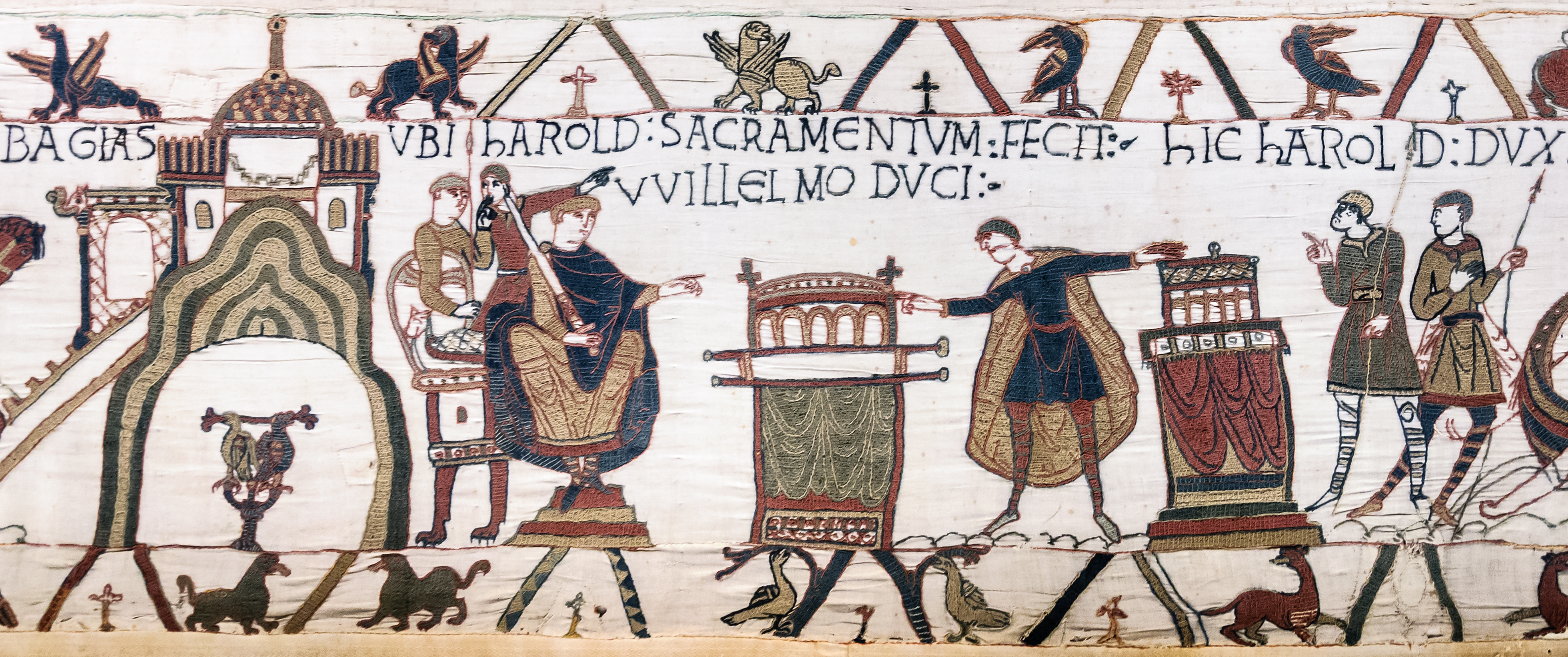
Harold et Guillaume avant le serment sur les reliques des saints, Tapisserie de Bayeux.

  - Harold II, comte de Wessex, s'échoue sur les côtes Normandes, il est fait prisonnier par le comte de Ponthieu qui le livre à Guillaume de Normandie. Il gagne sa liberté en jurant de soutenir la candidature de Guillaume au trône d’Angleterre[5].
  - Roger de Hauteville tente vainement de prendre Palerme en Sicile[6].
- 30 avril et 2 mai : actes par lesquels l'empereur du Saint-Empire Henri IV octroie une partie de la Frise occidentale à l'évêque d'Utrecht Guillaume, au détriment du jeune Thierry V ; le nom de la Hollande est mentionné pour la première fois[7].
- 31 mai, Pentecôte : le concile de Mantoue met fin au schisme en déclarant Alexandre II pape légitime. L'antipape Honorius II maintient ses revendications sur le trône pontifical jusqu'à sa mort en 1072[8].
- Mi-juin : début du siège de Barbastro par une coalition chrétienne[9].
- 9 juillet : Coïmbra (Portugal) est prise par Ferdinand Ier de Castille[10]. Il y nomme un duc mozarabe.
- Début août[11] : Le duc Geoffroy d’Aquitaine prend Barbastro sur les musulmans en Aragon après quarante jours de siège ; la population musulmane de la ville est massacrée[9]. Geoffroy recevra le vexillum, bannière de saint Pierre, du pape Grégoire VII[12]. La forteresse est reprise par les musulmans en avril 1065 et sa garnison passée au fil de l'épée[13].
- Prise de Belgrade par les Hongrois[14].